# Xander Berkeley
Alexander "Xander" Harper Berkeley (16 de dezembro de 1955) é um ator americano. É mais conhecido por seus papéis na televisão como George Mason na série thriller policial 24, Percy Rose em Nikita e Xerife Thomas McAllister na série criminal e dramática The Mentalist. No cinema, é conhecido por ter atuado em uma vasta gama de funções de apoio e papéis de personagens nos famosos filmes The Fabulous Baker Boys, Terminator 2: Judgment Day, Candyman, Apollo 13, Gattaca, Taken, Safe, Kick-Ass, Air Force One, Shanghai Noon, If These Walls Could Talk, Five e Sid and Nancy.
Berkeley também é conhecido por ser protagonista na websérie The Booth at the End, papel que rendeu-lhe um Streamy Award por "Melhor performance masculina - Drama em 2013".
Recentemente interpretou o magistrado Hale, na série televisiva Salem, baseada na perseguição conhecida como Bruxas de Salém do final do século XVII.
Seu último papel relevante foi em The Walking Dead, onde interpreta Gregory, líder da Colônia Hilltop.

## Juventude e educação

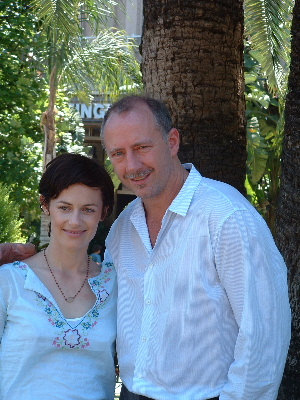
Em 2003, com a esposa Sarah Clarke.

Berkeley nasceu no Brooklyn, Nova York, em 16 de dezembro de 1955, mas viveu a maior parte de sua vida em New Jersey. Estudou no Hampshire College e trabalhou em teatros no sistema Five College quando o Hampshire fazia parte desse consórcio, junto com Smith, Mount Holyoke, Amherst e a Universidade de Massachusetts. O ator também trabalhou nos teatros regionais e no repertório, além de Off Broadway enquanto viveu em Nova York. Uma agente de elencos viu Berkeley atuando em uma peça escrita por Reynolds Price denominada Early Dark, e encorajou-o a mudar-se para Hollywood.

## Carreira
Berkeley começou a atuar em 1987, com as primeiras aparições em M*A*S*H, Cagney & Lacey, Remington Steele, Miami Vice, Moonlighting e The A-Team. Embora não tivesse começado com o nome de família, o rosto de Berkeley era cada vez mais reconhecido na década de 1990. Seus posteriores papéis como convidado na televisão incluem The X-Files, CSI, ER, 24 e Law & Order.
No cinema, Xander apareceu em North Country, Terminator 2: Judgment Day, Mommie Dearest, Phoenix, Kick-Ass, A Few Good Men, The Rookie, Candyman, Apollo 13, Leaving Las Vegas, Gattaca, The Rock (não creditado), Air Force One, Sid and Nancy, Spawn (telessérie), Amistad, Shanghai Noon, Barb Wire e Timecode. Berkeley tem a distinção de aparecer em ambos os filmes feitos para televisão L.A. Takedown em 1989 e em 1995, com o criticamente aclamado remake teatral Heat, ambos dirigidos por Michael Mann. Muitos de seus primeiros papéis foram em filmes feitos pelo diretor Alex Cox.
Em 2001, Berkeley torna-se uma estrela recorrente convidada e mais tarde também como personagem regular em 24 no papel de George Mason, a cabeça do Counter Terrorist Unit.
Berkeley foi o responsável pelas vozes das séries animadas como AAAHH!!! Real Monsters, Teen Titans e Gargoyles. Ele dublou Quentin Beck/Mysterio em The Spectacular Spider-Man e o Capitão Átomo no filme animado Superman/Batman: Public Enemies.
Ele retratou o misterioso John Smith no drama da CBS, Jericho.
Em 2010, ele recebeu um dos seus mais conhecidos papéis: Percy Rose na série thriller-ação Nikita. Ele desempenhou o personagem como regular nas duas primeiras temporadas da série, além do fato de ser o principal antagonista das mesmas.
Em 2013, o ator venceu o Streamy Award por "Melhor Atuação Masculina, Drama" por seu papel na aclamada websérie The Booth at the End. Também foi escalado para ser Red John em The Mentalist.

## Filmografia

### Séries televisivas
| Ano  | Série                               | Papel                             | Notas                                          |
| ---- | ----------------------------------- | --------------------------------- | ---------------------------------------------- |
| 1981 | M*A*S*H                             | Fuzileiro naval                   | 1 episódio                                     |
| 1982 | Hart to Hart                        | Christopher Hawks                 | 1 episódio                                     |
| 1982 | The Incredible Hulk                 | Tom                               | 1 episódio                                     |
| 1982 | Tales of the Gold Monkey            | Eric Fromby                       | 1 episódio                                     |
| 1983 | Remington Steele                    | Charlie                           | 1 episódio                                     |
| 1983 | Cagney & Lacey                      | Maurice                           | 1 episódio                                     |
| 1983 | The A-Team                          | Baker/Tenente Wilson              | 2 episódios (1983-1984)                        |
| 1984 | Riptide                             | Motorista de táxi                 | 1 episódio                                     |
| 1984 | Falcon Crest                        | Buzz Whitehead                    | 1 episódio                                     |
| 1985 | V                                   | Isaac Henley                      | 1 episódio                                     |
| 1986 | The Twilight Zone                   | Dave, o cômico zangado            | 1 episódio. Segmento "Take My Life... Please!" |
| 1986 | Moonlighting                        | Cambista                          | 1 episódio                                     |
| 1987 | Miami Vice                          | Bailey/Tommy Lowell               | 2 episódios (1987-1989)                        |
| 1990 | Father Dowling Mysteries            | Carl Maxwell                      | 1 episódio                                     |
| 1990 | Wiseguy                             | Ray Spiotta                       | 1 episódio                                     |
| 1990 | Grand                               | Jeffrey                           | 1 episódio                                     |
| 1993 | The Adventures of Brisco County, Jr | Brett Bones                       | 1 episódio                                     |
| 1993 | The X-Files                         | Dr. Hodge                         | 1 episódio                                     |
| 1994 | New York Undercover                 | Dr. Carl Weschler                 | 1 episódio                                     |
| 1994 | Roswell                             | Sherman Carson                    |                                                |
| 1995 | Partners                            | Christophe Nnngaarzh              | 1 episódio                                     |
| 1995 | Pointman                            | J.W. Mainwaring                   | 1 episódio                                     |
| 1996 | The Outer Limits                    | Terry McCammon                    | 1 episódio                                     |
| 1996 | Nash Bridges                        | Neil Wojak                        | 1 episódio                                     |
| 1997 | Women: Stories of Passion           | Jimbo                             | 1 episódio                                     |
| 1997 | High Incident                       | Capitão da equipe SWAT            | 1 episódio                                     |
| 1997 | Players                             | Marcus Flint                      | 1 episódio                                     |
| 1998 | Three                               | Warden                            | 1 episódio                                     |
| 1998 | ER                                  | Detetive Wilson                   | 1 episódio                                     |
| 2001 | Going to California                 | Clay Shelton                      | 1 episódio                                     |
| 2001 | 24                                  | George Mason                      | 27 episódios (2001-2003)                       |
| 2001 | Wolf Lake                           | Carl                              | 1 episódio                                     |
| 2002 | The Court                           | Keith                             | 3 episódios                                    |
| 2003 | The Twilight Zone                   | Harry Kellogg                     | 1 episódio                                     |
| 2003 | Karen Sisco                         | Alvin Simmons                     | 1 episódio                                     |
| 2003 | CSI: Crime Scene Investigation      | Xerife Rory Atwater               | 5 episódios (2003-2004)                        |
| 2005 | Law & Order                         | Clay Pollack                      | 1 episódio                                     |
| 2006 | Women in Law                        | Campbell Knox                     | 1 episódio                                     |
| 2006 | The West Wing                       | Franklin Hollis                   | 1 episódio                                     |
| 2007 | Law & Order: Criminal Intent        | George Pagolis                    | 1 episódio                                     |
| 2007 | Standoff                            | Paul Fisk                         | 1 episódio                                     |
| 2007 | Bones                               | Dr. Bankroft                      | 1 episódio                                     |
| 2008 | Boston Legal                        | A.D.A. Rex Swarthmore             | 1 episódio                                     |
| 2008 | Jericho                             | John Smith                        | 1 episódio                                     |
| 2008 | Wainy Days                          | Cornelius                         | 1 episódio                                     |
| 2008 | The Mentalist                       | Xerife Thomas McAllister/Red John | (2008, 2013)                                   |
| 2008 | Criminal Minds                      | Detetive Hyde                     | 1 episódio                                     |
| 2009 | The Closer                          | Detetive Curt Landry              | 1 episódio                                     |
| 2009 | Inside the Box                      | Fred O'Brien                      |                                                |
| 2009 | Medium                              | Mitchell Slocombe                 | 1 episódio                                     |
| 2010 | Day One                             | Clarke                            |                                                |
| 2010 | Nikita                              | Percy                             | 2010-2012                                      |
| 2011 | The Booth at the End                | O Homem                           | Websérie                                       |
| 2012 | Being Human                         | Liam                              |                                                |
| 2014 | Justified                           | Charles Monroe                    | 2 episódios                                    |
| 2014 | Salem                               | Magistrado Hale                   |                                                |
| 2015 | Zoo                                 | Ronnie "Dogstick" Brannigan       | Recorrente                                     |

### Filmes
| Ano  | Nome                            | Papel                           | Notas         |
| ---- | ------------------------------- | ------------------------------- | ------------- |
| 1981 | Mommie Dearest                  | Christopher Crawford            | Filme adulto  |
| 1982 | Tag: The Assassination Game     | Connally                        |               |
| 1985 | Volunteers                      | Kent Sutcliffe                  |               |
| 1986 | Sid and Nancy                   | Bowery Snax                     |               |
| 1987 | Omega Syndrome                  |                                 |               |
| 1987 | Straight to Hell                | Preacher McMahon                |               |
| 1987 | The Verne Miller Story          | Cardogan                        |               |
| 1987 | Walker                          | Byron Cole                      |               |
| 1988 | The Lawless Land                | Ez Andy                         |               |
| 1988 | Tapeheads                       | Ricky Fell                      |               |
| 1988 | Deadly Dreams                   | Jack Torme                      |               |
| 1989 | The Fabulous Baker Boys         | Lloyd                           |               |
| 1990 | The Gumshoe Kid                 | Monty Griswold                  |               |
| 1990 | Internal Affairs                | Rudy Mohr                       |               |
| 1990 | The Assassin                    | John Patrick Earl               |               |
| 1990 | The Last of the Finest          | Fast Eddie                      |               |
| 1990 | The Guardian                    | Detetive                        |               |
| 1990 | Short Time                      | Carl Stark                      |               |
| 1990 | The Grifters                    | Tenente Pierson                 |               |
| 1990 | The Rookie                      | Blackwell                       |               |
| 1991 | Billy Bathgate                  | Harvey Preston                  |               |
| 1991 | Terminato 2: Judgment Day       | Todd Voight                     |               |
| 1991 | For the Boys                    | Roberts, Vietnã                 |               |
| 1992 | The Gun in Betty Lou's Handbag  | Sr. Marchat                     |               |
| 1992 | Candyman                        | Trevor Lyle                     |               |
| 1992 | A Few Good Men                  | Capitão Whitaker                |               |
| 1994 | Caroline at Midnight            | Joey Szabo                      |               |
| 1995 | The Fifteen Minute Hamlet       | Shakespeare                     |               |
| 1995 | Safe                            | Greg White                      |               |
| 1995 | Apollo 13                       | Henry Hurt                      |               |
| 1995 | Leaving Las Vegas               | Cynical Cabbie                  |               |
| 1995 | Heat                            | Ralph                           |               |
| 1996 | Poison Ivy II                   | Donald Falk                     |               |
| 1996 | A Family Thing                  | Homem queimado                  |               |
| 1996 | Barb Wire                       | Alexander Willis                |               |
| 1996 | The Rock                        | Lonner                          | Não creditado |
| 1996 | Bulletproof                     | Gentry                          |               |
| 1996 | Driven                          | J.D. Johnson                    |               |
| 1996 | Persons Unknown                 | Tosh                            |               |
| 1997 | The Killing Jar                 | Danny "Figaretto" Evans         |               |
| 1997 | Air Force One                   | Agente de Serviço Secreto Gibbs |               |
| 1997 | One Night Stand                 | Amigo de Charlie                |               |
| 1997 | Gattaca                         | Dr. Lamar                       |               |
| 1997 | Amistad                         | Hammond                         |               |
| 1997 | Breast Men                      | Entrevistador                   |               |
| 1998 | The Truth About Juliet          | George                          |               |
| 1998 | Phoenix                         | Tenente Clyde Webber            |               |
| 1999 | Universal Soldier: The Return   | Dr. Dylan Cotner                |               |
| 1999 | The Cherry Orchard              | Yepihodov                       |               |
| 2000 | Timecode                        | Evan Wantz                      |               |
| 2000 | Shanghai Noon                   | Nathan van Cleef                |               |
| 2001 | Storytelling                    | Sr. DeMarco                     |               |
| 2001 | China: The Panda Adventure      | Dakar Johnston                  |               |
| 2001 | The Man from Elysian Fields     | Virgil Koster                   |               |
| 2003 | The Third Date                  | Tommy Tulip                     |               |
| 2003 | The Stranger                    | Charly                          |               |
| 2003 | Quicksand                       | Joey Patterson                  |               |
| 2004 | Below the Belt                  | Hanrahan                        |               |
| 2004 | In Enemy Hands                  | Admiral Kentz                   |               |
| 2004 | The Last Full Measure           |                                 |               |
| 2005 | Drop Dead Sexy                  | Harkness                        |               |
| 2005 | Deepwater                       | Gus                             |               |
| 2005 | Standing Still                  | Jonathan                        |               |
| 2005 | North Country                   | Arlen Pavich                    |               |
| 2006 | The Garage                      | Doc Ruppert                     |               |
| 2006 | Champions                       | Tio Doug                        |               |
| 2006 | Seraphim Falls                  | Railroad Foreman                |               |
| 2007 | Fracture                        | Juiz Moran                      |               |
| 2008 | Cook County                     | Sonny                           |               |
| 2008 | Taken                           | Stuart                          |               |
| 2008 | The Toe Tactic                  | Pai                             |               |
| 2009 | Sparks                          | Sid Harris                      |               |
| 2009 | Year One                        | O Rei                           |               |
| 2009 | The Consultants                 | George                          |               |
| 2009 | Repo Chick                      | Aldrich De La Chasse            |               |
| 2009 | Superman/Batman: Public Enemies | Capitão Átomo                   | Voz           |
| 2009 | Path Lights                     | Pai                             |               |
| 2010 | Kick-Ass                        | Detetive Vic Gigante            |               |
| 2010 | Bedrooms                        | Harry                           |               |
| 2010 | Luster                          | Detetive Carter                 |               |
| 2010 | Below the Beltway               | McMahon                         |               |
| 2011 | Girl Walks Into a Bar           | Moe                             |               |
| 2011 | Seeking Justice                 | Tenente Durgan                  |               |
| 2014 | Son of Batman                   | Kirk Langstrom/Morcego Humano   |               |
| 2014 | Transcendence                   | Dr. Thomas Casey                |               |

### Filmes para televisão
| Ano  | Filme                                | Papel               | Notas           |
| ---- | ------------------------------------ | ------------------- | --------------- |
| 1981 | Fire on the Mountain                 |                     |                 |
| 1989 | L.A. Takedown                        | Waingro             |                 |
| 1991 | Dillinger                            | Copeland            |                 |
| 1991 | Not of This World                    | Bruce MacNamara     |                 |
| 1991 | Murder in High Places                | Wayne               |                 |
| 1992 | A Private Matter                     | Peter Zenner        |                 |
| 1992 | Deadly Matrimony                     |                     |                 |
| 1993 | It's Nothing Personal                | James Blakemore     |                 |
| 1993 | Donato and Daughter                  | Russ Loring         |                 |
| 1993 | Attack of the 50 Ft. Woman           | Segundo homem       |                 |
| 1994 | Roswell                              | Sherman Carson      |                 |
| 1996 | I'd Lie for Yoy and That's the Truth | Homem mal           |                 |
| 1996 | A Kidnapping in the Family           | Curtis Harrison     |                 |
| 1996 | Within the Rock                      | Ryan                |                 |
| 1996 | If These walls Could Talk            | John Barrows        | Segmento "1974" |
| 1996 | For Hope                             | Encontro #4         | Não creditado   |
| 1996 | Apollo 11                            | Buzz Aldrin         |                 |
| 1998 | Winchell                             | Gavreau             |                 |
| 1999 | NetForce                             | Bo Tyler            |                 |
| 2006 | Magma                                | Peter Shepherd      |                 |
| 2007 | Alibi                                | Tenente Adam Molnar |                 |
| 2010 | Night and Day                        | Jay Graham          |                 |
| 2011 | Inside                               | Homem da rodovia    |                 |
| 2011 | Five                                 | Peter Knowles       |                 |

### Dublagem
| Ano       | Filme                            | Papel                           | Notas                   |
| --------- | -------------------------------- | ------------------------------- | ----------------------- |
| 1994      | AAAHH!!! Real Monsters           | Snav                            | 1 episódio              |
| 1996      | Gargoyles                        | Coldsteel / Iago                | 1 episódio              |
| 1996      | Mighty Ducks                     | Phineas T. Viper                | 1 episódio              |
| 1996      | The Tick                         | Octopaganini                    | 1 episódio              |
| 1997      | Duckman: Private Dick/Family Man | Hans                            | 1 episódio              |
| 1997      | Spawn                            | Mike Stewart / Padre            | Episódios desconhecidos |
| 1997      | Superman: The Animated Series    | Sargento Corey Mills            | 1 episódio              |
| 1997      | Extreme Ghostbusters             |                                 | 2 episódios             |
| 1999      | The Wild Thornberrys             | Barking Deer #2 / Stoat         | 2 episódios             |
| 2001      | Batman Beyond                    | Dr. Chides                      | 2 episódios             |
| 2001      | Justice League                   | General Brak                    | 2 episódios             |
| 2003      | Spider-Man                       | Prefeito                        | 1 episódios             |
| 2003      | Freelancer                       | Dexter Hovis                    | Videogame               |
| 2004-2005 | Teen Titans                      | Warp / Mento / General Immortus | 3 episódios             |
| 2007      | The Batman                       | Paul                            | 1 episódio              |
| 2008-2009 | The Spectacular Spider-Man       | Mysterio                        | 4 episódios             |
| 2009      | Batman: The Brave and the Bold   | Sinestro                        | 1 episódio              |